# Hrunîkî, Teceu
Hrunîkî (în ucraineană Груники) este un sat în comuna Uhlea din raionul Teceu, regiunea Transcarpatia, Ucraina.

## Demografie
Componența lingvistică a localității Hrunîkî
     Ucraineană (99,79%)
     Alte limbi (0,21%)
Conform recensământului din 2001, majoritatea populației localității Hrunîkî era vorbitoare de ucraineană (99,79%), existând în minoritate și vorbitori de alte limbi.